# Куулар, Николай Шагдыр-оолович
Николай Шагдыр-оолович Куулар (род. 4 апреля 1958) — поэт, прозаик, переводчик. Народный писатель Республики Тыва (2014). Заслуженный работник культуры Республики Тыва (1998).

## Биография
Родился 4 апреля 1958 года в селе Торгалыг Овюрского района Тувинской автономной области. Окончил факультет автоматики и электромеханики Томского политехнического института (1980), Литературный институт им. М.Горького в Москве (1991). Работал инженером в Министерстве социального обеспечения населения, корреспондентом, заведующим отделом газеты «Шын», редактором и главным редактором Тувинского книжного издательства, председателем Правления Союза писателей Республики Тыва, главным редактором журнала «Улуг-Хем».
Литературную деятельность начал в 1972 году. Первое стихотворение опубликовано в газете «Шын». Первая книга «Чайык» (Ливень) вышла в 1981 году. Николай Шагдыр-оолович является одним из ведущих переводчиков в республике. Он перевел огромное количество стихов великих классиков русской литературы, буддистских текстов, но главным трудом всей его жизни является перевод собрания древних текстов, созданных на Ближнем Востоке на протяжении пятнадцати веков (XIII в. до н. э. — II в. н. э.), канонизированное в христианстве в качестве Священного Писания — Библии. Участник XII Всесоюзного фестиваля Молодой поэзии и VIII Всесоюзного совещания молодых писателей Советского Союза. Член союза журналистов России(1985), с 1990 года член Союза писателей СССР. Заслуженный работник культуры Республики Тыва, Народный писатель Республики Тыва, лауреат Национальной литературной премии Республики Тыва (2019 г.).

## Награды и звание
- Заслуженный работник культуры Республики Тыва (1998).
- Медаль «За доблестный труд» Республики Тыва (2008)[4].
- Народный писатель Республики Тыва (2014)[5].
- Орден «Буян-Бадыргы» III степени (2022)[6]

## Основные публикации
- «Ливень» (стихи)
- «Белый жеребёнок» (стихи)
- «Родина предков» (стихи)
- «Свет и тьма» (стихи)
- «Царевна (Дангына)» (стихи)
- «Книга судьбы» (стихи, переводы)
- «Ухабистые дороги» (повесть, рассказы)
- «В стране Танаа-Херела» (сказки)
- «Чабаны Чоза и Торгалыга» (очерк)
- В стране "Тана-Херела" (для детей).
- "Моя любимая - Хозяйка Танды царевна". (Повесть и рассказы).
- "Воспоминания Великой Степи" (Поевсти и рассказы).
- "Непрегражденная неунывающая песня" (Роман).
- "Спасибо, Родина моя" (Избранные переводы на русский язык).